# Коли дами зустрічаються (фільм, 1941)
«Коли дами зустрічаються» (англ. When Ladies Meet) — американський комедійний мюзикл Роберта З. Леонарда 1941 року.

## Сюжет
Видавець чекає рукопис відомої письменниці. Але ревнивий шанувальник героїні знайомить її з якоюсь леді. Письменниця і не здогадується, що ця леді — дружина видавця…

## У ролях
- Джоан Кроуфорд — Мері «Мінні» Говард
- Роберт Тейлор — Джиммі Лі
- Грір Гарсон — місіс Клер Вудрафф
- Герберт Маршалл — Роджерс Вудрафф
- Спрінг Баїнтон — Бріджит «Бріджі» Дрейк
- Рафаель Сторм — Вальтер дель Канто
- Мона Баррі — Мейбл Квінс
- Макс Вілленц — П'єр
- Флоренс Ширлі — Джанет Гоппер
- Леслі Френсіс — Гомер Гоппер